# Lennie Hoffmann
Leonard Hubert "Lennie" Hoffmann,,, baron Hoffmann (né le 8 mai 1934) est un ancien juge sud-africain-britannique retraité. Il est Lord of Appeal in Ordinary de 1995 à 2009.
Bien connu pour ses décisions animées et sa volonté de rompre avec les conventions, il a un impact particulièrement important sur l'interprétation des contrats, les actions des actionnaires dans le droit des sociétés britannique, en limitant la Responsabilité délictuelle en common law des pouvoirs publics, les droits de l'homme et le droit de la propriété intellectuelle, en particulier les brevets. Actuellement, il est juge non permanent de la Cour d'appel final de Hong Kong.

## Jeunesse
Né le 8 mai 1934 à au Cap, Leonard Hubert Hoffmann est le fils d'un avocat bien connu qui a cofondé ce qui est devenu le plus grand cabinet d'avocats d'Afrique, Edward Nathan Sonnenbergs.
Il fait ses études à l'Université du Cap, puis fréquente le Queen's College d'Oxford en tant que boursier Rhodes, où il étudie pour le diplôme BCL et remporte la bourse d'études Vinerian .
Entre 1961 et 1973, il est Stowell Civil Law Fellow à l'University College d'Oxford, où il est membre honoraire.

## Carrière
En 1963, il publie la première édition de The South African Law of Evidence, ouvrage qui est devenu le texte standard et qui a connu quatre éditions. Après avoir été appelé au Barreau de Gray's Inn en 1964, Hoffmann devient l'un des avocats les plus recherchés et les plus chers de sa génération et est rapidement nommé juge, devenant Conseiller de la reine le 19 avril 1977.
Il est nommé aux cours d'appel de Jersey et de Guernesey le 20 novembre 1980 et reste en fonction jusqu'en 1985 et est nommé à la Haute Cour de justice, division de la chancellerie de 1985 à 1992. Le 23 juillet 1985, il est fait chevalier lors de sa nomination, comme il est d'usage pour les juges de la Haute Cour.
Il est ensuite nommé Lord Justice of Appeal le 1er octobre 1992 et reste en fonction jusqu'en 1995. En 1995, Hoffmann est nommé Lord of Appeal in Ordinary (plus communément appelé Law Lord) et est ainsi élevé à la pairie sous le titre de baron Hoffmann, de Chedworth dans le comté de Gloucestershire.
Twinsectra v Yardley (droit des fiducies) et MacNiven v Westmoreland (droit fiscal) sont des exemples marquants de ses positions judiciaires. Les deux cas ont conduit à des divergences de vues entre lui et Lord Millett. Hoffmann rend le jugement principal dans l'affaire Investors Compensation Scheme Ltd contre West Bromwich Building Society, dans lequel il énonce cinq principes d'interprétation des contrats.
Il prend sa retraite comme Law Lord le 20 avril 2009 et rejoint le Centre for Commercial Law Studies de la Queen Mary University of London, comme professeur honoraire de Propriété intellectuelle.
Hoffmann est juge non permanent de la Cour d'appel final de Hong Kong depuis 1998 .
En 2014, il reçoit la Gold Bauhinia Star par le Chef de l'exécutif de Hong Kong .
Le fait que Hoffmann n'ait pas déclaré ses liens avec Amnesty International avant de décider si Augusto Pinochet était à l'abri de poursuites conduit à l'annulation sans précédent d'un jugement de la Chambre des lords. Il a ensuite commenté au Daily Telegraph que "le fait est que je ne suis pas partial. Je suis avocat. Je fais des choses en tant que juge. Le fait que ma femme travaille comme secrétaire d'Amnesty International n'est, pour moi, ni ici ni là-bas " .

## Famille
Leonard et Gillian Hoffmann ont deux filles et deux petits-enfants.